# Synagoge (Waldlaubersheim)
Die Synagoge in Waldlaubersheim wurde 1853 neben dem Gebäude in der Binger Straße 16 errichtet. 1918 wurde die Synagoge aufgegeben und 1920 an einen Privatmann verkauft. In den folgenden Jahren wurde sie mehrfach verkauft und zu unterschiedlichen Zwecken genutzt. Seit dem letzten Besitzerwechsel 1991 wird sie als Lagerraum und Garage genutzt. Die ehemalige Synagoge steht heute unter Denkmalschutz.

## Synagoge
Bis 1853 stand den jüdischen Einwohnern weder eine eigene Synagoge noch ein Betsaal zur Verfügung. Die jüdischen Gemeindemitglieder besuchten bis dahin die Synagoge in Windesheim. Im Jahr 1853 wurde dann die Synagoge neben dem Gebäude in der Binger Straße 16 errichtet. Es handelte sich um einen Bruchsteinbau mit Satteldach. In der Ostseite befanden sich zwei Rundbogenfenster. Der Eingang lag auf der Westseite. Rechts und links vom Eingang und darüber befand sich je ein Rundbogenfenster. Das Eingangsportal ist heute nicht mehr vorhanden, da es im Zuge der Umbaumaßnahmen zum Lager und zur Garage, in den Jahren bis 1991, durch ein großes Tor ersetzt wurde. Von den Rundbogenfenster auf der Westseite des Gebäudes ist nur noch das rechte und von dem über dem Portal nur noch der gemauerte Rundbogen vorhanden. Nachdem das zur Durchführung des Gottesdienstes benötigte Minjan nicht mehr erreicht wurde, wurde die Synagoge 1918 aufgegeben und 1920 verkauft. In den folgenden Jahrzehnten wechselte das Gebäude mehrmals den Besitzer und wurde als Stall, Scheune und Lager verwendet. Der letzte Besitzer baute die ehemalige Synagoge 1991 zu einem Lager mit Garage um. Das Gebäude steht heute unter Denkmalschutz. 2006 wurde von der Gemeinde ein Informationsschild zur Geschichte der Synagoge an dem Gebäude angebracht.

## Jüdische Gemeinde Waldlaubersheim
Erstmals erwähnt werden Juden, die auf dem Gebiet von Waldlaubersheim siedelten, im Jahr 1740. Bis zur Gründung einer eigenständigen Synagogengemeinde 1853 gehörten die jüdischen Einwohner zur Synagogengemeinde in Windesheim. Bis Mitte des 19. Jahrhunderts nahm die Mitgliederzahl der jüdischen Gemeinde zu. Ob die Gemeinde über eine Mikwe verfügte, ist nicht bekannt. Es war zwar eine Religionsschule vorhanden, allerdings war kein eigener Lehrer eingestellt. Die Verstorbenen wurden auf dem jüdischen Friedhof in Waldlaubersheim beigesetzt. Mit Beginn des 20. Jahrhunderts ging die Zahl der Mitglieder der jüdischen Gemeinde immer mehr zurück. 1918 musste die Synagoge aufgegeben werden und die Gemeindemitglieder gehörten wieder der Synagogengemeinde Windesheim an. 1920 wurde das Gebäude verkauft. Ab 1933, nach der Machtergreifung Adolf Hitlers, wurden die jüdischen Einwohner immer mehr entrechtet. Zudem kam es immer wieder zu antijüdischen Aktionen, die in den Novemberpogromen 1938 ihren Höhepunkt fanden. Dies hatte zur Folge, dass viele jüdische Familien die Gemeinde verließen. 1939 emigrierten die letzten jüdischen Einwohner.

### Entwicklung der jüdischen Einwohnerzahl
| Jahr | Juden | Jüdische Familien | Bemerkung |
| ---- | ----- | ----------------- | --------- |
| 1796 | 15    | 3                 |           |
| 1808 | 16    |                   |           |
| 1843 | 29    |                   |           |
| 1858 | 27    |                   |           |
| 1895 | 28    |                   |           |
| 1925 | 8     |                   |           |

Quelle: alemannia-judaica.de; waldlaubersheim.de

## Opfer des Holocaust
Im Gedenkbuch – Opfer der Verfolgung der Juden unter der nationalsozialistischen Gewaltherrschaft 1933–1945 und in der Zentralen Datenbank der Namen der Holocaustopfer von Yad Vashem werden folgende Mitglieder der jüdischen Gemeinschaft Waldlaubersheim (die dort geboren wurden oder zeitweise lebten)  aufgeführt, die während der Zeit des Nationalsozialismus ermordet wurden:
| Name   | Vorname    | Todeszeitpunkt              | Alter     | Ort des Todes               | Bemerkung | Quellen |
| ------ | ---------- | --------------------------- | --------- | --------------------------- | --- | --- |
| Marx   | Erna       | 26. März 1943               | 43 Jahre  | Vernichtungslager Sobibor   | In die Niederlande emigriert. Deportation am 23. März 1943 ab Durchgangslager Westerbork nach Vernichtungslager Sobibor. | Yad Vashem (Datenbank, Datensatz Nr. 11589621) / Gedenkbuch für die Opfer der NS-Judenverfolgung in Deutschland |
| Mattes | Gottschalk | 25. November 1941           | 68 Jahre  | Fort IX Kowno               | Deportation am 22. November 1941 ab Frankfurt am Main nach Fort IX Kowno. | Yad Vashem (Datenbank, Datensatz Nr. 11590330) / Gedenkbuch für die Opfer der NS-Judenverfolgung in Deutschland |
| Mayer  | Ida        | unbekannt (für tot erklärt) | unbekannt | unbekannt                   | Deportation im April 1942 ab Langenlonsheim. Zielort unbekannt. | Yad Vashem (Datenbank, Datensatz Nr. 11591020) / Gedenkbuch für die Opfer der NS-Judenverfolgung in Deutschland |
| Meyer  | Charlotte  | unbekannt                   | unbekannt | Vernichtungslager Treblinka | Deportation am 25. Juli 1942 ab Aachen nach Ghetto Theresienstadt (Transport VII/2, Zug Da 71. Deportationsnummer im Zug 746). Am 21. September 1942 Deportation nach Vernichtungslager Treblinka (Transport Bp. Deportationsnummer im Zug 1271). | Yad Vashem (Datenbank, Datensatz Nr. 4908156) / Gedenkbuch für die Opfer der NS-Judenverfolgung in Deutschland  |